# Ґавлув (Мазовецьке воєводство)
Ґавлув (пол. Gawłów) — село в Польщі, у гміні Сохачев Сохачевського повіту Мазовецького воєводства.
Населення — 495 осіб (2011).
У 1975-1998 роках село належало до Скерневицького воєводства.

## Демографія
Демографічна структура станом на 31 березня 2011 року:
|          | Загалом | Допрацездатний вік | Працездатний вік | Постпрацездатний вік |
| -------- | ------- | ------------------ | ---------------- | -------------------- |
| Чоловіки | 257     | 65                 | 176              | 16                   |
| Жінки    | 238     | 48                 | 148              | 42                   |
| Разом    | 495     | 113                | 324              | 58                   |